# Dubrovački trubaduri
A Dubrovački trubaduri egy horvát folk-beat együttes. Hazájukon kívül Dubrovnic Troubadours néven voltak ismertek. 1968-as Eurovíziós Dalfesztiválon Luciano Kapurso és Hamo Hajdarhodžić képviselték az együttest a Jedan dan című számukkal, hetedik helyezést értek el. Többször felléptek a spliti fesztiválon is.

## Tagjai
- Đelo Jusić – gitár, mandolin, zongora, orgona, ének
- Luciano Kapurso (Lući) – klarinét, szaxofon, ének
- Marko Brešković – basszusgitár, vokál
- Slobodan Berdović (Bobo) – zongora, orgona, vokál
- Ladislav Padjen (Laci) – dob, vokál
- Hamo Hajdarhodžić – szólóének, gitár

## Lemezeik

### Nagylemezek
- Jedan Dan (EMI-Columbia, 1969)
- Mi prepuni smo ljubavi (Jugoton, LPY-V-S-804, 1970)
- Pusti da ti leut svira (Jugoton, LPYVS-50906, 1971)

### EP-k
- Auto-Stop / Dundo pero / Linđo / Ljuven zov (1967)
- Jedan dan / Moja je djevojka obična / Mi prepuni smo ljubavi / Luda mladost (1968)

### Kislemezek
- Lijepo ime vino / Pjesma puni život moj (1970)
- Marijana / Luda pjesma (1970)
- Dok palme njišu grane / Kako djeca spavaju (1971)
- Mi smo dečki, kaj pijemo stoječki / Ljubav je bol na srcu mom (1972)
- Noćna muzika / U mome gradu (1972)
- Plakala djevojka mlada / Repetaši (1973)
- Spavaj, spavaj draga / Marijana (1973)
- Laku noć, trubaduri / Oprosti, dušo (1974)
- Moj je otac bio partizan / Ako voliš iskreno (1974)
- Vudrimo, dečki / Adio, Mare (1974)
- Luna / Zeleni se ružmarin (1976)
- Tiho je negdje svirala mandolina / Naranče su procvjetale (1976)
- Ljubavni jadi jednog trubadura / Najljepši si cvijet u vrtu punom ruža (1977)
- Mala Nera / Ča će mi slava (1978)
- Ka' san bija mali / Da nije ljubavi (1979)

### CD
- 12 velikih uspjeha (1998)